# Хауке, Франциска
Франциска Хауке (нем. Franzisca Hauke; род. 10 сентября 1989, Гамбург) — немецкая хоккеистка на траве, полузащитник. Бронзовый призёр летних Олимпийских игр 2016 года, участница летних Олимпийских игр 2020 года, чемпионка Европы 2013 года, двукратный серебряный призёр чемпионата Европы 2019 и 2021 годов, бронзовый призёр чемпионата Европы 2015 года, чемпионка мира по индорхоккею 2018 года, серебряный призёр чемпионата мира по индорхоккею 2015 года, чемпионка Европы по индорхоккею 2012 года.

## Биография
Франциска Хауке родилась 10 сентября 1989 года в западногерманском городе Гамбург.
В 2009 году окончила академическую школу «Иоганнеум» в Гамбурге.
Начала играть в хоккей на траве в гамбургском «Харвестехудере». В 2009 году выступала в Австралии, после чего перебралась в кёльнский «Рот-Вайсс», в составе которого была неоднократной чемпионкой Германии по хоккею на траве, а в 2012 году — по индорхоккею.
С 2005 года играла за сборные Германии среди девушек и молодёжную сборную. В 2007 году стала бронзовым призёром чемпионата Европы среди девушек до 18 лет, в 2008 году — чемпионкой Европы среди молодёжи.
5 февраля 2011 года дебютировала в женской сборной Германии.
В 2013 году завоевала золотую медаль чемпионата Европы в Боме. Дважды выигрывала серебряные медали — в 2019 году в Антверпене и в 2021 году в Амстелвене. В 2015 году в Лондоне стала бронзовым призёром.
В 2016 году вошла в состав женской сборной Германии по хоккею на траве на летних Олимпийских играх в Рио-де-Жанейро и завоевала бронзовую медаль. Играла на позиции полузащитника, провела 8 матчей, мячей не забивала.
1 ноября 2016 года была удостоена главной спортивной награды Германии Серебряного лаврового листа за выигрыш олимпийской бронзы.
В 2021 году вошла в состав женской сборной Германии по хоккею на траве на летних Олимпийских играх в Токио, занявшей 6-е место. Играла на позиции полузащитника, провела 6 матчей, забила 1 мяч в ворота сборной Ирландии.
В индорхоккее в 2018 году завоевала золотую медаль чемпионата мира в Берлине, серебряную — в 2015 году в Лейпциге. В 2012 году также в Лейпциге стала чемпионкой Европы.
В 2011—2021 годах провела за сборную Германии 222 матча (201 на открытых полях, 21 в помещении).

## Семья
Брат — Тобиас Хауке (род. 1987), немецкий хоккеист на траве. Двукратный олимпийский чемпион 2008 и 2012 годов, бронзовый призёр летних Олимпийских игр 2016 года, участник летних Олимпийских игр 2020 года.